# Selidosema brunnearia
Selidosema brunnearia là một loài bướm đêm trong họ Geometridae.

## Hình ảnh

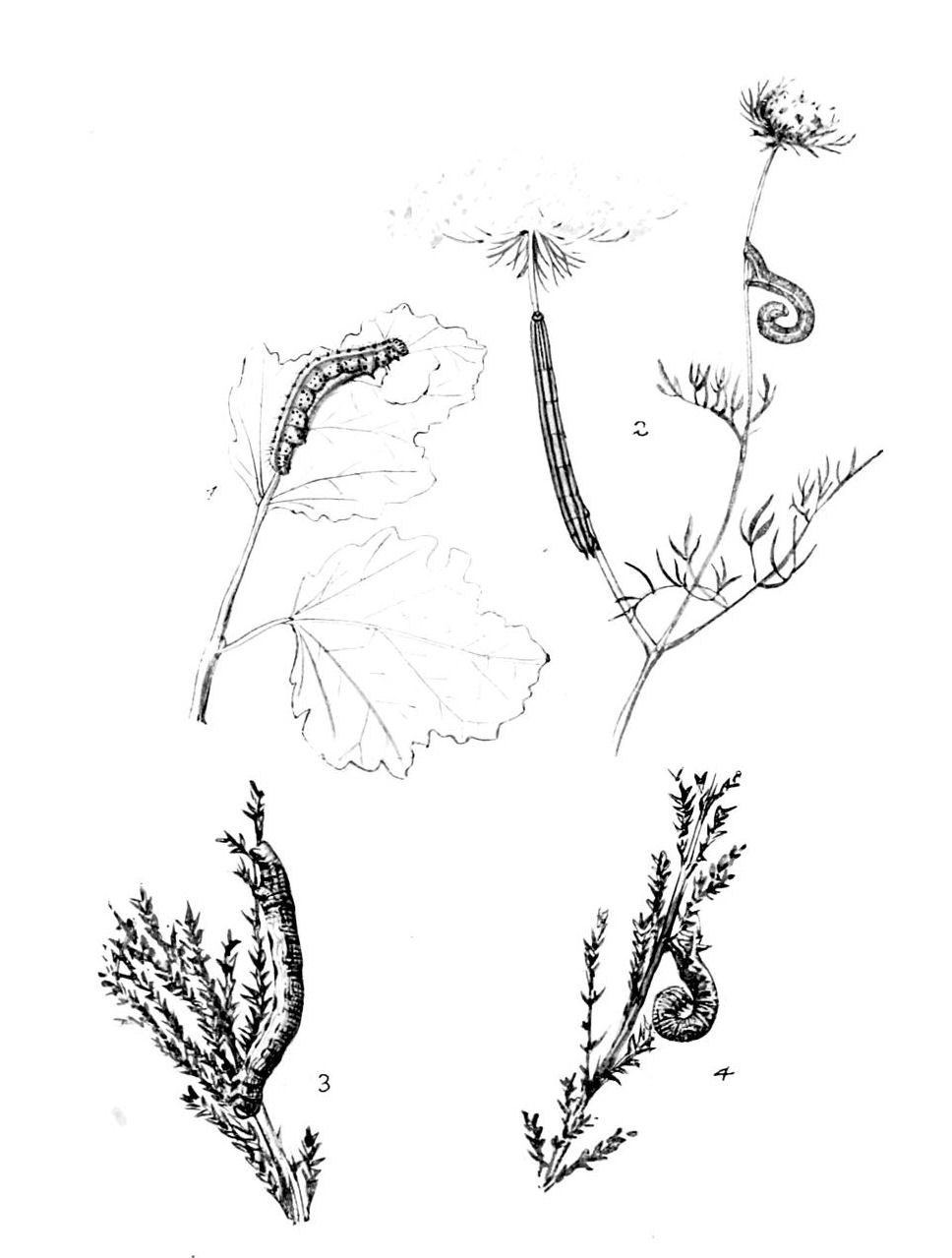
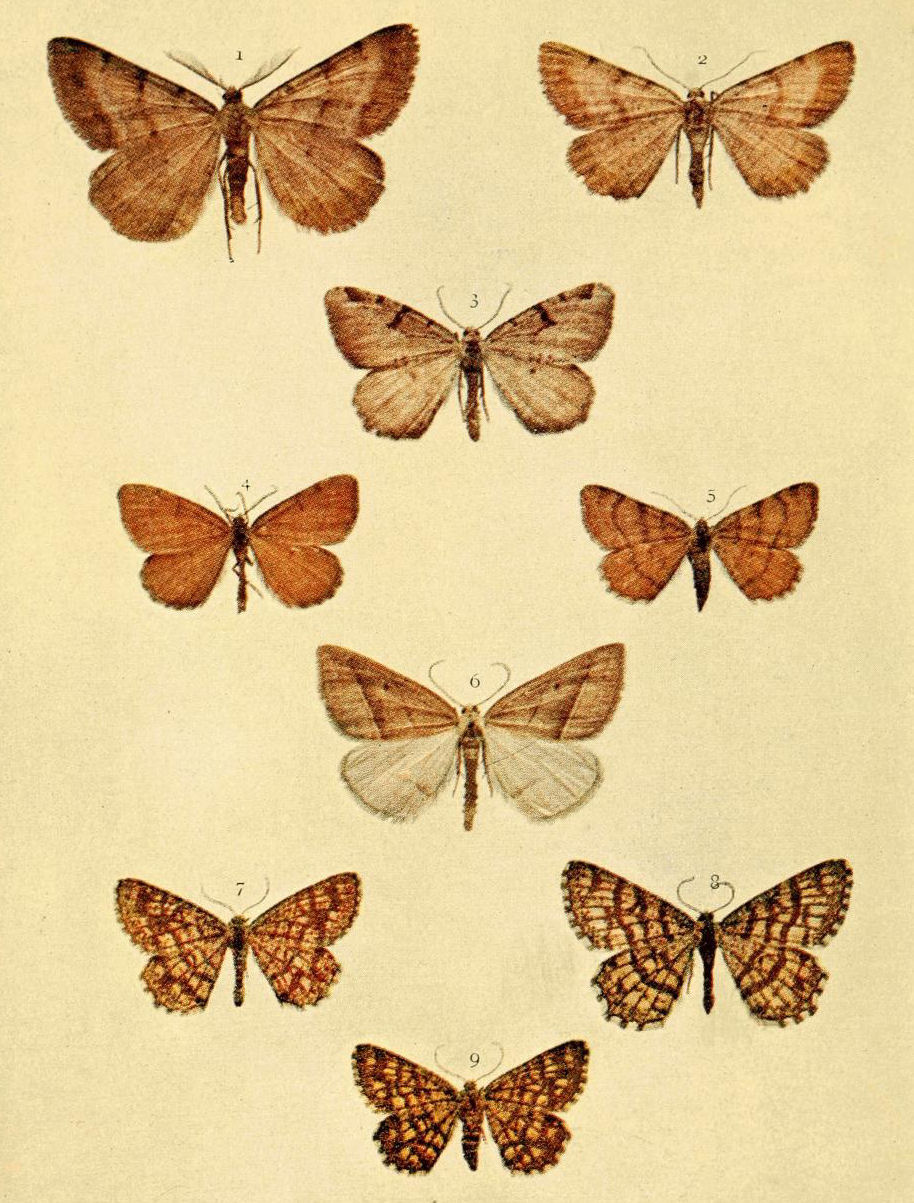
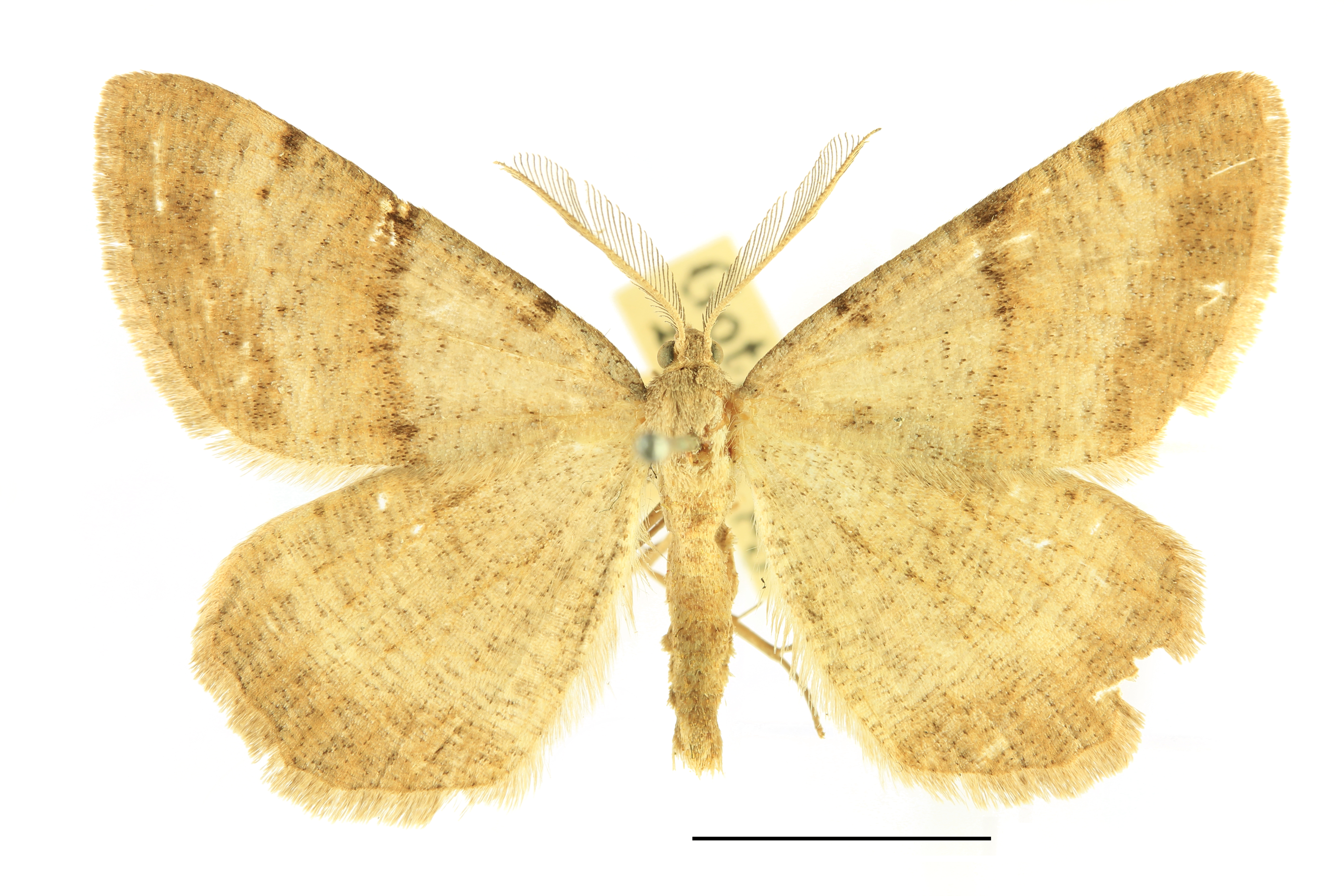